# Chasminodes bremeri
Chasminodes bremeri là một loài bướm đêm trong họ Noctuidae.